# Summerlea (Nouvelle-Zélande)
Summerlea est une localité faiblement peuplée située dans la région de la West Coast de l’Île du Sud de la Nouvelle-Zélande .

## Situation
Summerlea est sur la côte de la mer de Tasman avec vers l’est : la chaîne de Glasgow (en).
Vers le nord de la ville se trouve le village voisin de Mokihinui et l’embouchure du fleuve Mokihinui. 

## Population
La ville de Summerlea est incluse dans la zone statistique de Mokihinui par Statistiques en Nouvelle-Zélande, et lors du recensement de 2006 en Nouvelle-Zélande, l’ensemble du secteur avait une population de 174 résidents, en diminution de 7,4 % soit 12 personnes en moins par rapport au recensement de 1996.

## Accès
La route State Highway 67/S H 67 (en) passe à travers la localité.
Au début des années 1890, un embranchement ferroviaire du chemin de fer fut ouvert à partir de la ville de Westport et passait à travers la ville de Summerlea,  en direction de Seddonville le 23 février 1895 et qui acquit ainsi le nom de branche de Seddonville (en).
Le service pour les passagers fut fourni vers Summerlea par un train mixte jusqu’au 14 octobre 1946, quand la ligne fut réservée uniquement au fret.
Le charbon était alors le seul trafic sur la ligne à partir de ce point et quand les activités des mines de charbon déclinèrent en 1970, les coûts de maintenance de la ligne devinrent plus importants que les revenus. 
En conséquence la ligne ferma au-delà de la ville de Ngakawau le 3 mai 1981, et la plupart du remblai de la ligne peut toujours être vu en passant dans la campagne autour de Summerlea .